# テキサス・ホールデム

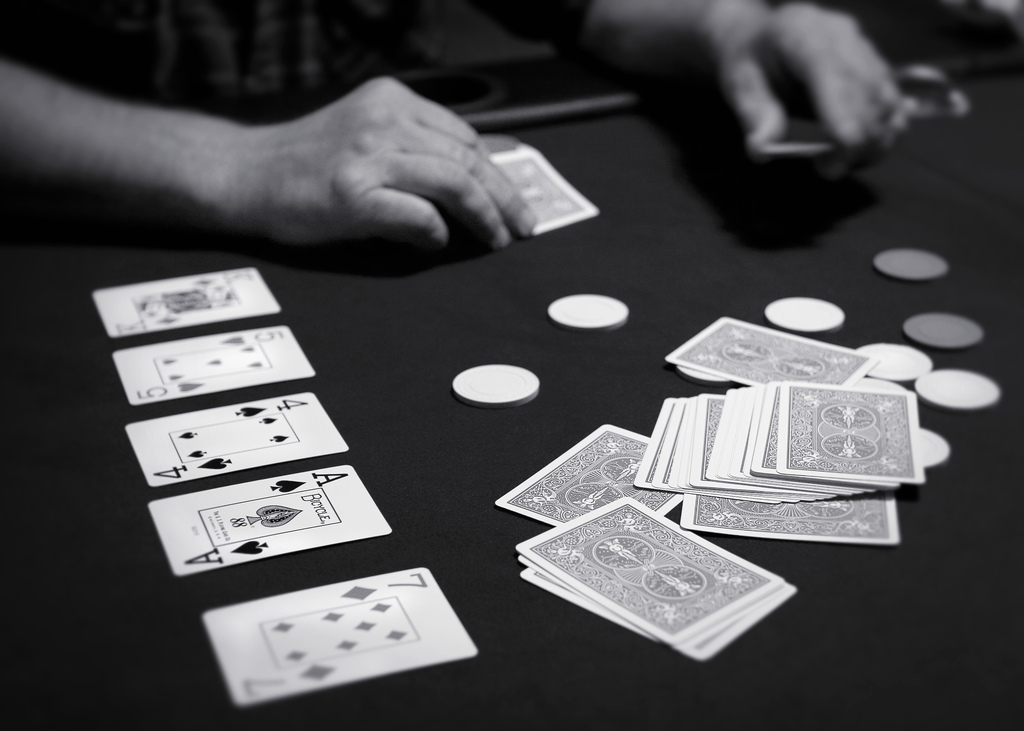
テキサス・ホールデムにおけるコミュニティ・カード（写真左端の5枚）

テキサス・ホールデム（Texas hold 'em）は、ポーカーの一種。各プレイヤーごとに配られる2枚の手札と、コミュニティ・カードと呼ばれる全プレイヤー共通のカード（最大5枚）を組み合わせてプレーする。アメリカ合衆国のカジノにおいては最もポピュラーなゲームのひとつである。通常は2人から10人で行われる。
各プレイヤーは、5 枚のコミュニティ カードと 2 枚の屋内カードの 7 枚のカードの組み合わせから、最高の 5 枚のカード ポーカー ハンドを入手するよう努める。プレイヤーには、チェック、コール、レイズ、フォールドの賭けオプションがある。賭けのラウンドは、フロップが配布される前に、そしてその後の各配布の後に保持される。最高のコンビネーションを持ち、すべてのベッティングラウンドの終わりまでに折り畳まれていないプレイヤーは、ポットとして知られるハンドでマネーベット全体に勝つ。特定の状況では、2 人のプレーヤーが同じ価値のあるハンドを持っている場合に「バンク スプリット」または「タイ」が発生する可能性がある。「銀行を爆破する」とも呼ばれる。テキサスホールデムは、HORSE および HOSE で取り上げられる Hゲームでもある。
ホールデム（Hold'em ）という名前は、1950年代のポーカーの人気バージョン”Hold me Darling“に由来している。
テキサスホールデムに似たポーカーオプションは他にも複数ある。Hold'em は、一般的なカード ゲームとして知られるポーカーゲームのクラスに属しており、一部のカードはすべてのプレイヤーが使用出来る。いくつかの個人カードに加えて5枚のコミュニティカードを使用するゲームが他にもいくつかあり、テキサスホールデムに似ている。

## 歴史
いつ考案されたかは定かではないが、テキサス州立法府にはテキサス州ロブスタウンにおいて"1900年代初頭"に最初のプレイが行われたと記録されている。ラスベガスには1967年にテキサス州出身のギャンブラーとカードプレイヤーによってもたらされたが、その中には後に伝説的プレイヤーとなるクランデル・アディントン、ドイル・ブランソン、アマリロ・スリムらがいた。その後、このゲームは賭博の胴元業を行っていたテリー・ロジャースとリアム・フルッドによってヨーロッパに紹介された。
数年の間、ゴールデン・ナゲット・カジノが、ラスベガスにおいて唯一このゲームを開催しているカジノであった。この頃、そのポーカールームは“おがくずのたまり場”（sawdust joint）と呼ばれ、その名の通り、油まみれのおがくずで床が覆われているような部屋であった。そのような立地と内装ではこのポーカールームは決して金持ちに人気のある部屋とはならなかったため、プロのプレーヤーはよりよい環境を求めた。1969年、ポーカープロ達は当時ラスベガス中心部にあったデューンズ・カジノの入ってすぐの場所にテキサス・ホールデムをプレイ出来る場所を誘致した。この重要な立地に初心者が集まるようになった結果、プロのプレーヤーにとってテキサス・ホールデムはとても割のいいゲームになった。
1969年、トム・ムーアによってポーカートーナメントが開催され、テキサス・ホールデムを含む何種類かのゲームが行われた。1970年、この大会の後進としてベニー・ビニオンが1949年に開催された伝説のイベント、ワールド・シリーズ・オブ・ポーカーの名前を引き継ぐ形で開催。会場をラスベガスに彼の所有するカジノであるビニオンズ・ホースシュー・カジノに変更した。変更後の最初の大会で、ジャーナリストのトム・サックリーは、このトーナメントのメインイベントはノーリミット・テキサス・ホールデムであるべきだ、と指摘した。ビニオンはこれに同意し、以来この大会のメインイベントはノーリミットのテキサス・ホールデムになっている。このメインイベントに対する関心は以来20年を越えてますます増え続けた。1972年にわずか8業者であった参入者が、1982年には100以上、1991年には200業者を超えている。
この間、ドイル・ブランソンの書いた革命的なポーカー戦略本、『Doyle Brunson's Super System』の初版が発売された。1978年に100ドルで自費出版されたその本はそれにも拘らず、ポーカーをどうプレイするか、という点において革命を起こした。この本はテキサス・ホールデムについて語った最初期の本の一つであり、今日でもこのゲームについて語る際には最重要な本の一つとして位置づけられている。数年後、アルフレッド（アル）・アルヴァレズが初期のポーカー世界大会に関する本、『The Biggest Game in Town』（邦題『ザ・ギャンブラー』真野明裕訳）を出版した。その手の本としては最初の本であり、本には世界のプロ・ポーカー・プレイヤーとポーカー世界大会について書かれている。この本はまたポーカー文学の祖と位置づけられ、テキサスホールデム、そしてポーカー全般について、幅広い関心をもたらした。
ラスベガスのあるネバダ州以外でテキサス・ホールデムが普及するようになったのは1980年代以降である。カリフォルニア州には公認のポーカー店はあるものの、許可されているのはドローポーカーのみで、テキサス・ホールデムは「スタッド・ホース」を禁止する法令によって禁止されていた。しかし1988年、テキサス・ホールデムはスタッド・ホースとは別のゲームであるとして区別された。それとほぼ同時に、州内のポーカー店はテキサス・ホールデムを取り入れた。（この区別する決定はしばしば、テキサスホールデムが"技のゲーム"であると法的に認められた瞬間である、として語られているが、カリフォルニアの法が、ポーカーに関して運と技の区別にまで入り込んだものではない。）

## 目的
特別に記述されていないところは、一般的なポーカーのプレイルールに則る。ポーカーの項も参照のこと。
このゲームの目的は、ポット（pot, 全員の賭け金を集めたもの）を獲得することにある。ポットを獲得するためには、ショーダウンの際に最も強い5枚のカードを持つか、中途のベットラウンドにおいて他のプレイヤーを勝負から降ろす（フォルドさせる）必要がある。

## 賭ける際の注意
テキサス・ホールデムでは、1回のゲームで最大4回の賭けが行われる。そのうち最初の賭け（プリフロップ）の前にディーラーの左隣のふたりが強制ベットをするルールが用いられる。
ディーラー・ボタンは、ゲームに参加しているどのプレイヤーがディーラーポジションにいるのかを示すために用いられる（カードを配ったりチップを扱いゲームを進行する「ディーラー」とは異なる）。ディーラー・ボタンは1ゲームごとに時計回りに移動し、ディーラーの位置及びブラインドベット対象者の変更が行われる。ディーラーボタン位置の左隣にいるプレイヤーは、スモールブラインドといって通常最低ベット額の半額を賭ける義務がある。スモールブラインドの左隣は、ビッグブラインドといって当該ゲームにおける最低ベット額を賭ける義務がある。
テーブルに残っている参加者が2名となった場合は、ボタンのないプレイヤーがビッグブラインドを、ボタンの置かれたプレイヤーがスモールブラインドをベットする。
トーナメントルールにおいては、ブラインド・アンティの金額はあらかじめ決められたストラクチャーに沿って一定時間ごとに増加していく。

## 賭けに関するルール
テキサス・ホールデムにおける「賭け」のルールは、以下の3種類が主に用いられている。
リミット
リングゲーム（いつでもテーブルに入り、ゲーム終了直後にいつでも終了できるタイプのゲーム）においては、アメリカのカジノで一般的なルールである。例えば「$2-4のリミット」と言われた場合は、全4回ある賭けの機会（ベットラウンドと言う）のうち、最初の2回（後述のプリフロップ及びフロップ）では賭け金の単位はビッグブラインドと同額であり、後半の2回（後述のターン及びリバー）ではビッグブラインドの倍額となる。
ノーリミット
テレビ中継を行うレベルのトーナメント、特に世界選手権メインイベントで用いられているのが代表格である。ノーリミットにおいては、プレイヤーは手持ち額全額までかけることが許される（全額賭けることを「オールイン」と呼ぶ。これについてはポーカーの項を参照）。
ポットリミット
最大ベット額は、その時点での賭け金総額までとなる。
ただし、「総額」とは、本人がこれからコールする分を含む。例えばポット$30で2名がプレー、手前の人間が$10をベットした場合、その時点でのポットは$40であるが、レイズする場合は本人のコール分$10を含むため、コール時点のポット$50を基準とし、レイズのリミットは$60(コールに要する$10+ポットリミットレイズ$50)となる。

## ゲームの進行
各プレイヤーに2枚のカードが表を伏せた状態で配られてゲーム開始となる。この2枚のカードを「ホールカード」あるいは「ポケットカード」と呼ぶ。ゲームにおいてプレイヤーごとに配られるのはこの2枚のみであり、ショーダウン(ゲームの最後に手を見せ合うこと)が行われる場合以外は他のプレイヤーに公開する必要はない。
カードが配られたら、ベットラウンドが開始する。このラウンドは「プリフロップ」と呼ばれる。賭けはビッグブラインドの左隣から、時計回りに行う。このとき、ビッグブラインドはオープニングベットに相当するので、最初のプレイヤーはチェックすることはできず、降りないのであればコール(同等の賭け金を出すこと)またはレイズ(賭け金を釣り上げること)をする必要がある。（レイズされていない場合に）スモールブラインドを出したプレイヤーがコールするには残りの半額を出す。ブラインドがない場合は、ディーラーボタンの左隣から賭けを行う。
プリフロップでの賭けが終わった段階で、2名以上プレイヤーが残っている場合はディーラーは表向きに3枚のカードをテーブルに出す。これを「フロップ」という。この3枚は全てのプレイヤーに共通のカード（コミュニティ・カード）である。この先の賭けは、全てカードが配られた時点で、ディーラー・ボタンの左隣のプレイヤーから時計回りに行われる。
フロップのベットラウンドが終わると、ディーラーは更に1枚の共通カードを開く。このカードを「ターン（またはフォース・ストリート）」と呼ぶ。同様に、ターンにおけるベットラウンドが終了すると、ディーラーは最後の1枚となる共通カードを開く。このカードを「リバー（またはフィフス・ストリート）」と呼ぶ。
リバーにおける賭けが終了した時点で、残っているプレイヤーが2名以上いる場合、勝者を決めるためにショーダウンを行う。
（ディーラーがそれぞれのコミュニティ・カードを出すときには、カードに印が付けられている可能性を考慮して、デッキの一番上のカードはコミュニティ・カードとしては使わず、カードを伏せたまま横にどかしておく。これをバーン・カードという。）

## ショーダウン
2名以上のプレイヤーが最後の賭けを終えて残っている場合は、ショーダウンを行う。ショーダウンとは、プレイヤーの手元の2枚と場に出た5枚のコミュニティ・カードの中から、もっとも強い5枚の組み合わせを用いて、手の強さを競うことである。手元の2枚は両方使っても、片方だけ使っても、まったく使わなくてもかまわない。（手札をまったく使わないことを「プレイザボード」とも呼ぶ）最も強い手を持つプレイヤーがそのディールの勝者となりポットを獲得する。
ポットを獲得する権利のある最も強い手が、複数のプレイヤーによって持たれた場合は、ポットのチップは均等に分けられて各プレイヤーに支払われる。この際、ゲームで利用している最低単位×対象人数に満たないチップについては、ディーラー・ボタンから遠いプレイヤー（つまり、最初にベットラウンドで意思表示を行わないといけないプレイヤー）から時計回りに優先される。

## トーナメントルール
伝統的に、ポーカーは金銭をチップに両替して、ゲームに参加している当事者間でその得失を競うものであった。他方で、一定額の「参加料」を支払って全員が同量のチップを持ってゲームを行うトーナメント形式のゲームも行われている。
プレイヤーは、手持ちのチップを全て失った時点でトーナメントから離脱し、最終的な順位により賞金が決まるという形式である。
そのため、いくらゲームの途中でチップを多く持っていても、入賞圏外で終わってしまうと、賞金は全く受け取ることができない。
賞金は、プレイヤーが支払った参加料の総額から、主催者の手数料、経費を取ったものとなる。
参加料の表記法として、賞金として払い戻される額と、主催者が得る手数料に分けて表記されている事が多い。例えば $500+$30 と示された場合、$530 のうち、$500 は賞金総額に加えられ、勝者に払い戻されるが、$30 は主催者の取り分である。

## バリエーション
テキサス・ホールデムはフロップ・ポーカーに分類される。フロップ・ポーカーにはテキサス・ホールデム以外にも、以下のようなバリエーションがある。

### オマハ・ホールデム
テキサス・ホールデムと基本は同じである。ただし最初に手札として伏札4枚配られる。
テキサス・ホールデムと違い、場の5枚のうち3枚、手札の4枚のうち2枚を必ず使わなければいけない。

### パイナップル
テキサス・ホールデムの変形ルール。最初に伏札2枚配るところを3枚配って、そのうち1枚を捨ててからベット開始するゲーム。テキサス・ホールデムよりは手役が高くなる場合が多い。

### クレージー・パイナップル
パイナップルは最初に1枚捨てるが、それをフロップが出てから捨てることにしたゲーム。パイナップルよりさらに高い手役ができやすくなる。

### ウォーターメロン
手札を伏札4枚配り、最初に1枚捨ててベット。フロップを見てからさらに1枚捨てるゲーム。パイナップルとクレージーパイナップルを合わせたようなルール。

### レットイットライド
もともとはカジノ向けに開発されたルール。最初に伏札2枚配るところを3枚配って、しかも一枚捨てないで最後のショーダウンまで手札3枚でプレーする。

## 人気
テキサスホールデムは現在、ポーカーの最も人気のあるフォームの一つです。テキサスホールデムの人気は、テレビ、インターネット、大衆文学での広告により、2000 年代に急激に上昇した。この間、ホールデムは 7 枚のカード スタッドに代わって、米国で最も一般的なカジノ ゲームとなりました。無制限の賭けフォームは、ワールド シリーズ オブ ポーカー（WSOP）およびワールド ポーカー ツアー（WPT）の広くテレビ放映されるメイン イベントで使用されます。

## ポーカーができるアプリ
ポーカーは、オンラインでもプレイすることが可能。
- KKポーカー(KKPoker)
- WPTグローバル(WPT Global)
- ポーカースターズ(Pokerstars)
- GGポーカー(GGPoker)

## 大会

### 日本国外
- ワールドシリーズオブポーカー（World Series of Poker,WSOP）
- ワールドポーカーツアー（World Poker Tour,WPT）
- 欧州ポーカーツアー（European Poker Tour,EPT）

### 日本国内
- 全日本ポーカー選手権（ALL JAPAN POKER CHAMPIONSHIP）
- 夕刊フジ杯ポーカー王位決定戦
- 東スポカップ ポーカー大会
- ポーカーグランプリ